# Sean Sorensen
Sean Sorensen, né le 12 novembre 1955 à Waterville, est un joueur de tennis irlandais, professionnel de la fin des années 1970 au début des années 1980.

## Biographie
Né aux États-Unis, il retourne en Irlande dans le Comté de Cork à l'âge de 2 ans. Il a cependant étudié à l'Université du Texas à Brownsville. Il a vécu longtemps en Allemagne mais il est désormais installé en Irlande. Il est capitaine de l'équipe d'Irlande de Coupe Davis entre 2007 et 2010.
Ses deux fils ont été des joueurs professionnels : Kevin (né en 1981), 353e mondial en 2005, professionnel entre 2000 et 2006 et Louk (né en 1985), 175e mondial en 2014 et professionnel entre 2003 et 2015. Ce dernier a remporté le tournoi de Wolfsbourg en 2008 et a atteint deux autres finales dont Izmir en 2013 en étant classé 1064e. Il succède à son père en devenant le deuxième joueur de tennis irlandais à atteindre le tableau principal d'un tournoi du Grand Chelem lors de l'Open d'Australie 2010.

## Carrière
Le 7 juillet 1977, il devient le premier joueur irlandais à apparaître au classement ATP (à la 322e place) et à participer à un tournoi du Grand Chelem, à la suite de sa qualification pour le tournoi de Wimbledon. Il perd contre Rod Laver (6-0, 6-2, 6-2).
Lors de la Coupe Davis 1978, il essuie une de ses plus sévère défaite face à Björn Borg (6-0, 6-2, 6-0). Il fut cependant membre assidu de l'équipe d'Irlande, jouant 54 matchs entre 1976 et 1987. La victoire son équipe qu'il compose avec Matt Doyle face à la Suisse en 1982, leur permet de d'accéder pour la première et unique fois au groupe mondial. Ils y affrontent les italiens mais s'inclinent sur le score de 3 à 2 malgré sa victoire lors du premier match face à Claudio Panatta (1-6, 6-4, 6-4, 6-1). Il perd ensuite en barrages contre les États-Unis malgré une victoire de son coéquipier Matt Doyle contre Eliot Teltscher, rencontre organisée exceptionnellement dans le Pavillon Simmoncourt de la Royal Dublin Society en raison de la faible capacité du Fitzwilliam L.T.C., lieu habituel des rencontres.
Son meilleur résultat en simple est un quart de finale à l'Open de Lorraine en 1980. À partir de 1981, il se retire en Allemagne mais continue de participer à des tournois professionnels comme en février 1982 où il atteint la finale du tournoi Challenger de Buchholz contre Mats Wilander, ainsi qu'à Hambourg en 1984 où il élimine Sammy Giammalva Jr au 1er tour.

## Parcours dans les tournois duGrand Chelem

### En simple
| Année | Open d'Australie | Open d'Australie | Internationaux de France | Internationaux de France | Wimbledon       | Wimbledon    | US Open | US Open |
| ----- | ---------------- | ---------------- | ------------------------ | ------------------------ | --------------- | ------------ | ------- | ------- |
| 1977  | —                | —                | —                        | —                        | 1er tour (1/64) | R. Laver     | —       | —       |
| 1980  | —                | —                | —                        | —                        | 1er tour (1/64) | P. Dominguez | —       | —       |

N.B. : à droite du résultat se trouve le nom de l'ultime adversaire.

### En double
| Année | Open d'Australie | Open d'Australie | Internationaux de France | Internationaux de France | Wimbledon                | Wimbledon                 | US Open | US Open |
| ----- | ---------------- | ---------------- | ------------------------ | ------------------------ | ------------------------ | ------------------------- | ------- | ------- |
| 1978  | —                | —                | —                        | —                        | 1er tour (1/32) J. Paish | C. Pasarell E. van Dillen | —       | —       |
| 1980  | —                | —                | —                        | —                        | 1er tour (1/32) M. Doyle | D. Ralston R. Tanner      | —       | —       |
| 1982  | —                | —                | 1er tour (1/32) M. Doyle | H. Gunthardt B. Taróczy  | —                        | —                         | —       | —       |

N.B. : le nom du ou de la partenaire se trouve sous le résultat ; le nom des ultimes adversaires se trouve à droite.